# Dirk Gilbert
Dirk Gilbert (Brugge, 27 oktober 1956) is een Belgisch voormalig wielrenner.

## Carrière
Gilbert nam in 1979 deel aan de Giro maar moest opgeven in rit 11. Hij wist in 1980 tweede te worden in Omloop van het Zuidwesten en het jaar erop zevende.

## Overwinningen
1976
- Klerken, amateurs

## Resultaten in de voornaamste wedstrijden
| Jaar | Ronde van Italië | Ronde van Frankrijk | Ronde van Spanje |
| ---- | ---------------- | ------------------- | ---------------- |
| 1979 | opgave           |                     |                  |
| 1980 |                  |                     |                  |
| 1981 |                  |                     |                  |

## Ploegen
- 1979 –  Carlos-Galli-Castelli
- 1980 –  Eurobouw-Cambio
- 1981 –  Eurobouw